# KVV Balegem
KVV Balegem is een Belgische voetbalclub uit Balegem. De club is bij de KBVB aangesloten met stamnummer 4871 en heeft zwart en rood als kleuren.

## Geschiedenis
Aanvankelijk speelde in Balegem al een voetbalclub FC Balegem bij het Katholiek Sportverbond, een met de Belgische Voetbalbond concurrerende amateurvoetbalbond. In 1948 sloot de opvolger, Vrij en Vlug Balegem (VV Balegem) zich aan bij de Belgische Voetbalbond. Balegem ging er spelen in de provinciale reeksen.
Balegem won in 1983/84 zijn eerste kampioenstitel in Vierde Provinciale en promoveerde naar de Derde Provinciale. Een paar jaar later degradeerde Balegem weer van Derde naar Vierde Provinciale. In 1999 werd de club koninklijk en de clubnaam werd KVV Balegem.
In 2018 is deze ploeg failliet gegaan en is deze overgenomen door KVV Windeke.